# Эпюр

Самолёт Hawker Sea Hawk, изображённый с помощью эпюра Монжа

Эпю́р (фр. épure «чертёж») — чертёж, на котором пространственная фигура изображена методом нескольких (по ГОСТу трёх, но не всегда) плоскостей. Обычно оно даёт 3 вида: фронтальную, горизонтальную и профильную проекции (фасад, план, профиль). Чертёж проецируется на взаимно перпендикулярные, а затем развернутые на одну плоскости.

## История

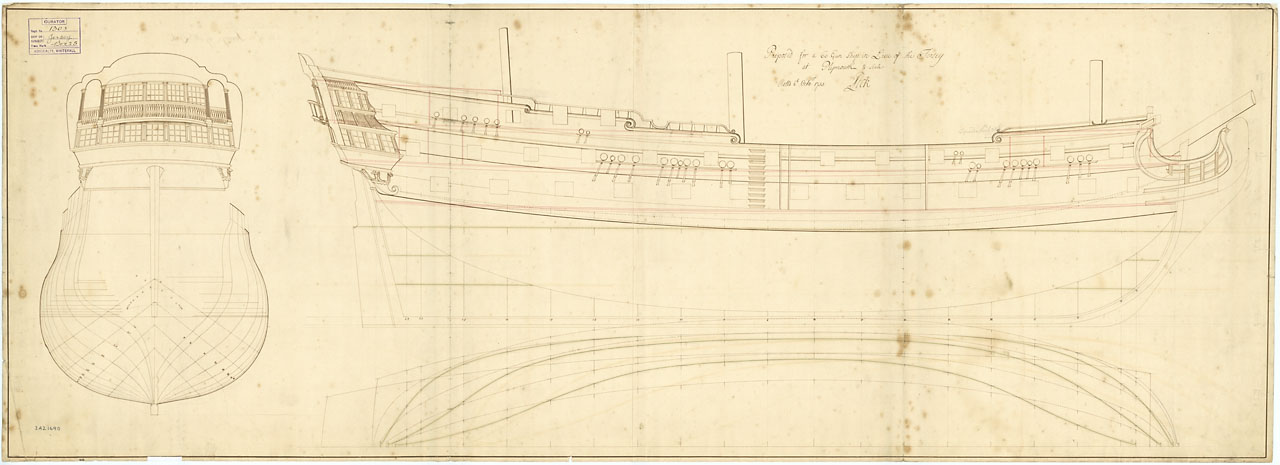
Чертёж двухдечного линейного корабля HMS Jersey, 1733

Сведения и приемы построений, обусловливаемые потребностью в плоских изображениях пространственных форм, накапливались постепенно еще с древних времен. В течение продолжительного периода плоские изображения выполнялись преимущественно как изображения наглядные. С развитием техники первостепенное значение приобрел вопрос о применении метода, обеспечивающего точность и удобоизмеримость изображений, то есть возможность точно установить место каждой точки изображения относительно других точек или плоскостей и путём простых приемов определить размеры отрезков линий и фигур.
В первой половине XVIII века в европейском кораблестроении сложилась практика располагать проекцию теоретического чертёжа (совмещённую с видом ютовых надстроек с кормы), которая примерно соответствовала современной проекции «Корпус», слева от основного вида с правого борта, ныне называемого «Бок», а проекцию «Полуширота» — под последним. Впоследствии этот способ получил название проецирования по методу первого угла.
Будучи одним из министров в революционном правительстве Франции, Гаспар Монж много сделал для её защиты от иностранной интервенции и для победы революционных войск. Начав с задачи точной резки камней по заданным эскизам применительно к архитектуре и фортификации, Монж пришёл к созданию методов, обобщённых им впоследствии в новой науке — начертательной геометрии, творцом которой он по праву считается. Учитывая возможность применения методов начертательной геометрии в военных целях при строительстве укреплений, руководство Мезьерской школы не допускало открытой публикации вплоть до 1799 года (стенографическая запись лекций была сделана в 1795 году).

Чертежи одного и того же усечённого конуса: по методу первого угла слева, третьего — справа

Альтернативой эпюру Монжа и методу первого угла является метод третьего угла, стандартизированный в США и Канаде, при котором вид слева располагается слева, вид снизу — снизу и т. д. Принципиальной разницы между ними нет, но второй считается более интуитивно понятным для работников, особенно при производстве деталей сложной геометрии. Если исторически переработка чертежей из одного метода в другой была большой проблемой, то теперь САПР позволяют сделать это несколькими кликами мышки.

## Система двух плоскостей проекции

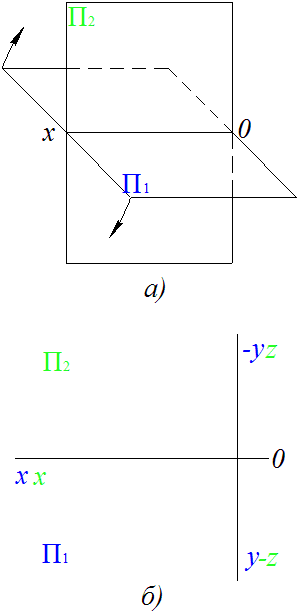
рис.1 Система двух плоскостей проекций: а — расположение плоскостей проекций; б — совмещение плоскостей проекций

В данном случае, для построения изображения в двух плоскостях проекций, горизонтальная плоскость проекций П1 и фронтальная плоскость проекций П2 совмещаются в одну, как показано на рис.1. В пересечении они дают ось проекций x и делят пространство на четыре четверти (квадранта).

## Система трёх плоскостей проекций

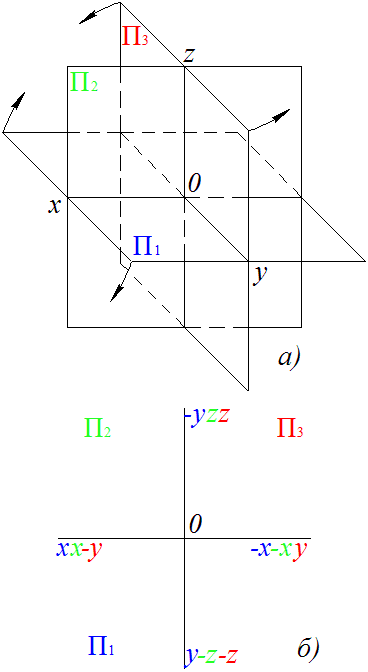
рис.2 Система трех плоскостей проекций: а — расположение плоскостей проекций; б — совмещение плоскостей проекций

В системе трёх плоскостей проекций совмещаются все три плоскости проекций (П1 — горизонтальная, П2 — фронтальная и П3 — профильная), как показано на рис.2. Плоскости образуют три оси проекций (оси координат) и восемь прямоугольных трёхгранников, деля пространство на восемь октантов.
Для проецирования точки А на плоскости проекций используются следующие её координаты:
П1 — А′(x, y)
П2 — А′′(x, z)
П3 — А′′′(y, z)